# Kanári-szigeteki Koalíció
A Kanári-szigeteki Koalíció (spanyolul: Coalición Canara, rövidítése: CC) egy Kanári-szigeteken működő politikai párt, ami 1993-ban alakult több nacionalista, kommunista és helyi konzervatív csoportokból állt össze.
Ők vezetik a Kanári-szigeteket 1993 óta megszakítás nélkül, amikor egy bizalmatlansági indítvány miatt az addig PSOE kormányzója lemondott. Az elmúlt több mint 20 éves tevékenysége alatt a párt nagyobb autonómiára tett szert a spanyol állammal szemben. Manapság Tenerife, Lanzarote és Fuerteventura szigetek közgyűléseit is ők vezetik. Ezek mellett a szigetek számos településének önkormányzataiban többségben vannak. A spanyol Alsóházban vegyes frakcióban van egy képviselőjük.

## Története
A párt öt mozgalomból alakult meg:
- Agrupaciones Independientes de Canarias, AIC (Kanári-szigeteki Függetlenségi Csoportosulás)
- Iniciativa Canaria Nacionalista, ICAN (Kanári-szigeteki Nacionalista Kezdeményezés)
- Asamblea Majorera, AM (Jobbító Gyűlés)
- Partido Nacionalista Canario, PNC (Kanári-szigeteki Nemzeti Párt)
- Centro Canario, CCN (Kanári-szigeteki Centristák)

A PNC-t kivéve mindegyik csoport tagja volt a regionális parlamentnek 1993-ban amikor bizalmatlansági indítványt szavaztak meg Jerónimo Saavedra ellen, aki a PSOE tagjaként a helyi kormányzóság elnöke volt.
Később a koalícióba több kisebb párt is csatlakozott. 1995-ben a regionális választásokon relatív többséget szerezve győznek. A Kanári-szigeteki Parlamentben 60-ból 21 mandátumot szereznek több mint 261 ezer szavazattal, őket követte a Néppárt és a PSOE. 1999-ben érte el a koalíció a legjobb eredményét, amikor 24 mandátumot szereztek.
A párt 2007-ben 17 mandátumot, addig a 2015-ös regionális választáson 16 mandátumot szerzett, eddigi legrosszabb eredményével.

## Fordítás
Ez a szócikk részben vagy egészben  a   Coalición Canaria című spanyol Wikipédia-szócikk ezen változatának fordításán alapul.  Az eredeti cikk szerkesztőit annak laptörténete sorolja fel. Ez a jelzés csupán a megfogalmazás eredetét és a szerzői jogokat jelzi, nem szolgál a cikkben szereplő információk forrásmegjelöléseként.